# Chevrolet Celta
El Chevrolet Celta (Suzuki Fun a l'Argentina) és un automòbil del segment B de baix cost fabricat per Chevrolet al Brasil per a Llatinoamèrica. És en realitat una reestilització de la segona generació de l'Opel Corsa (venut a Europa entre el 1993 i el 2001). Els seus rivals són les versions econòmiques dels Fiat Uno, Fiat Palio i Volkswagen Gol. Fou el primer cotxe fabricat a la fàbrica de General Motors de Gravataí.
El Celta va ser llançat al Brasil en l'any 2000 amb carrosseria hatchback de tres portes, motor davanter transversal i tracció davantera. El seu motor era un gasolina de 1.0 litres de cilindrada i 60 CV de potència màxima. El 2002 el cinc portes es va posar en venda, i es va portar la potència màxima a 70 CV. Un 1.4 litres de 85 CV es va agregar en el 2003. El 2005 es va distribuir un equip d'accessoris Off-Road per als Celta nous i usats. Aquell mateix any, el 1.0 litres del mercat local va ser modificat per permetre l'ús d'etanol i gasolina indistintament («motor flexible»).
El Celta va ser reestilitzat el 2006, amb un frontal que s'assembla al del Vectra brasiler. Se'n va afegir una versió sedan de quatre portes denominada Chevrolet Prisma amb un motor flexible d'1,4 litres de cilindrada de 97 CV.